# ホルミルCoAヒドロラーゼ
ホルミルCoAヒドロラーゼ(Formyl-CoA hydrolase、EC 3.1.2.10)は、以下の化学反応を触媒する酵素である。
ホルミルCoA + 水{\displaystyle \rightleftharpoons }補酵素A + ギ酸塩
従って、基質はホルミルCoAと水の2つ、生成物は補酵素Aとギ酸塩の2つである。
この酵素は加水分解酵素に分類され、特にチオエステル結合に作用する。系統名は、ホルミルCoAヒドロラーゼ(formyl-CoA hydrolase)である。グリオキシル酸及びジカルボン酸の代謝に関与している。